# Horst von Metzsch
Horst von Metzsch, nemški general in arhivist, * 14. junij 1874, † 11. julij 1946.